# Урочище Мала Токмачка
Урочище Мала Токмачка — ботанічний заказник місцевого значення. Об'єкт розташований на території Оріхівського району Запорізької області, село Мала Токмачка, Оріхівське лісництво, квартали №20—22.
Площа — 159 га, статус отриманий у 1980 році.
Заказник належить до переліку природно-заповідних територій, особливо важливих для збереження ландшафтного та біологічного різноманіття Запорізької області.